# Isaac Doukas Comnène
Isaac Doukas Comnène(en grec : Ἰσαάκιος Δούκας Κομνηνός), né vers 1155 et  mort en 1195 ou 1196, est un prétendant au trône de l’Empire byzantin qui règne à Chypre de 1184 à 1191. Arrière-petit-fils de Jean II Comnène, il est d’abord gouverneur (doux) de Cilicie où il entre en guerre contre le prince Roupen III d’Arménie. Défait, il passe quelques années en prison attendant que sa rançon soit payée, la mort de l’empereur Manuel et les difficultés de la succession le faisant oublier de Constantinople. Pour compléter la somme exigée, on lui permet de sortir de prison et d’aller à Chypre y lever un impôt spécial. Avec une armée de mercenaires, il débarque alors dans l’ile dont il prend le contrôle et revendique le trône impérial dont s’est emparé Andronic Comnène (r. 1183 - 1185). Maintenant ses prétentions au trône après la chute d’Andronic, il refuse de reconnaitre son successeur Isaac Ange (r. 1185 - 1195; 1203 - 1204) comme souverain. il perdra le contrôle de l’ile aux mains de Richard Cœur de Lion d’Angleterre au cours de la Troisième Croisade. Il terminera ses jours dans le sultanat de Roum où, réfugié, il tente de trouver des appuis pour renverser Alexis III Ange (r. 1195 - 1203).

## Contexte historique et familial

Arbre généalogique simplifié d’Isaac Doukas Comnène.

L’empereur Manuel Ier Comnène (r. 1143-1180) était le quatrième fils de Jean II Comnène. Rien au départ ne le destinait à monter sur le trône. Il avait trois frères plus âgés : les deux ainés, Alexis et Andronic décèderont en 1142. S'étant distingué dans la guerre menée contre les Seldjoukides, Manuel est alors désigné par son père pour lui succéder de préférence au frère ainé survivant, Isaac. Mais cette investiture est contestée : elle a été faite sur le lit de mort du souverain qui se trouvait en Cilicie, loin de la capitale. Manuel qui est alors aux côtés de son père part en hâte vers Constantinople et, avant que la nouvelle ne parvienne dans la capitale, prend soin de faire arrêter son frère qui vit au Grand Palais. Ce n’est qu’une fois installé en aout 1143 et couronné par le patriarche qu’il fera relâcher celui-ci. Les deux frères entretiendront par la suite des relations tendues, Isaac conservant le titre de sebastokrator qui lui avait été conféré en 1122 lorsqu’Alexis avait été couronné coempereur avec son père. De sa première femme, Theodora Kamaterina, cet Isaac eut une fille, Irène Comnène, qui épousera une certain Doukas Kamateros et donnera naissance à Isaac Doukas Comnène à Chypre vers 1155.
Si nous sommes bien renseignés sur l’ascendance maternelle d’Isaac, nous ignorons tout de l’ascendance paternelle. Lui-même utilisera à un certain moment le nom de Comnène auquel il avait droit par sa mère et sous lequel on le connait. Les liens d’Isaac avec Chypre sont aussi attestés par la Chronique de Benoit de Peterborough qui fait état d’un parent d’Isaac, moine à Chypre. Lorsqu’Isaac sera renversé en 1191, ce dernier lui succédera pour quelques jours. Capturé par la garnison anglaise, il sera aussitôt pendu.

## Personnalité
Les informations que nous possédons sur Isaac Doukas Comnène nous parviennent principalement de l’historien byzantin Nicétas Choniatès, secrétaire impérial au service de la famille Ange, lequel n’a que des mots durs à son endroit : « Un homme qui n’avait aucun ami […], à qui seul le pouvoir tenait à cœur […], qui était cruel, sauvage et perfide, inhumain, inflexible et fermé à tout sentiment noble […], un monstre par sa brutalité et ses méfaits criminels […], qui tuait sans arrêt ses prochains en leur faisant subir des tortures conduisant à la mort […].
Les chroniqueurs anglais qui rapportent l’expédition de Richard Cœur de Lion ne sont guère plus tendres : « Dans la fureur de sa sauvagerie, [Isaac] pire qu’un carnassier, tua sa propre femme et aussi son fils parce que celui-ci montrait des tendances pro-latines[…]. Il est vaniteux et pompeux, avide d’or, s’habille avec le plus grand luxe,… ». La même chronique conclut : « Il surpasse Judas en trahison et Ganélon en turpitude ».

## Gouverneur d’Arménie et de Tarse (décennie 1170 - 1183)

L’Empire byzantin en 1180.

La région dont Isaac sera nommé doux avait, depuis des siècles, est contestée entre l’Empire byzantin et ses voisins. En 965, l'empereur Nicéphore II Phocas avait reconquis l’ensemble de la Cilicie (thèmes de Tarse, Anazarbe et Mopsueste). De nombreux Arméniens étaient alors venus s’y réfugier après l’invasion arabe de l'Arménie où ils constituèrent diverses seigneuries/principautés. En 1071, l’Empire byzantin avait perdu l’Anatolie où s’était formé le Sultanat seldjoukide de Roum ; nombre de seigneurs arméniens en profitèrent pour s’émanciper tout en restant dans le giron byzantin.
Dans les années 1170, Isaac Doukas Comnène est nommé  par l’empereur Manuel Ier « gouverneur (doux) d’Arménie et de Tarse et général des armées qui y étaient stationnées »; c’est à ce moment qu’il apparait dans les sources,. Son autorité dépassait toutefois ce cadre géographique et s’étendait au comté de Tripoli, à la principauté d’Antioche et à Chypre dont les ressources  devaient servir au financement des troupes continentales.
Vers 1175, Isaac épousa une princesse arménienne, fille de Thoros II, prince d’Arménie cilicienne (r. 1140 - 1169). Le mariage d’Isaac avec une princesse arménienne de la famille des Roupéniens ne créa toutefois pas de liens solides avec ceux-ci car, après la défaite byzantine de Myriokephalon en 1176, les Arméniens de Cilicie cherchèrent à s’allier aux Latins, aux Arabes et aux Turcs. Selon Nicétas Choniates, Isaac  en vint aux prises avec un de ces seigneurs arméniens, le prince Roupen III (r. 1175 - 1187) ; il fut défait et emmené en captivité sans que Constantinople cherche immédiatement à le faire libérer. En effet, l’empereur Manuel Ier mourut en 1180 et les querelles liées à la minorité de son fils, Alexis II, firent en sorte que la cour de Constantinople ne se hâta guère de payer sa rançon, ce qui contribua sans doute à alimenter l’hostilité d’Isaac à son égard. Pendant qu’Isaac était retenu prisonnier, Roupen III tomba dans un guet-apens tendu par le prince latin d’Antioche Bohémond III (r. 1163 - 1201). Faute de pouvoir payer les 30 000 besants exigés comme rançon, Isaac et les deux enfants qu’il avait eus de la princesse arménienne furent remis à Bohémond, lequel s’empressa de doubler le montant de la rançon exigée.
Pendant ce temps, à Constantinople, Andronic Comnène avait réussi à s’imposer comme tuteur du jeune Alexis II (r. 1180 - 1183). La cour accepta de payer 30 000 besants auxquels contribua Constantin Makrodoukas, oncle d’Isaac et fidèle partisan d’Andronic qui devait plus tard  payer ce geste de sa vie. Pour combler le déficit, l’empereur permit à Isaac de se rendre à Chypre lever un impôt spécial. Les chevaliers de l’Ordre des Templiers se portèrent garants de la somme et Bohémond accepta de libérer son prisonnier pourvu que ses enfants demeurent à Antioche comme otages .

## Usurpateur à Chypre (1184-1191)

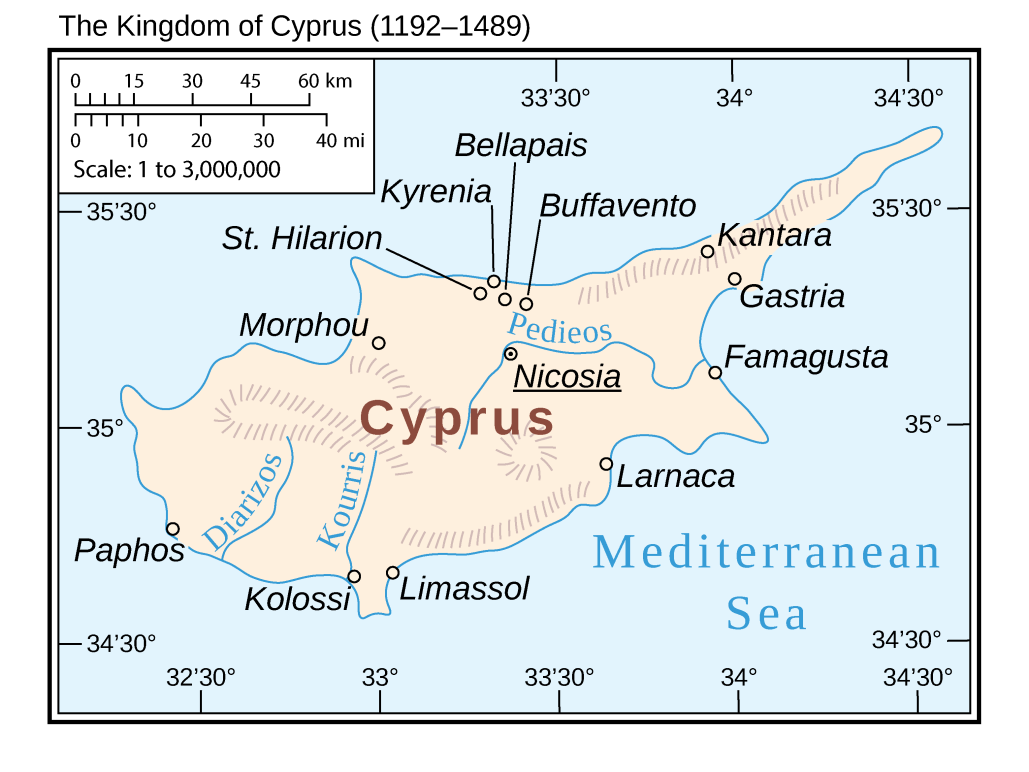
Les principales villes de la Chypre médiévale.

Mais Isaac n’entendait guère reconnaitre Andronic comme successeur de Manuel, désireux de s’emparer lui-même du trône. Il utilisa une partie de l’argent envoyé par Constantinople pour engager des mercenaires et voguer vers Chypre où il se présenta muni de fausses lettres aux termes desquelles l’empereur l’aurait nommé en charge de l’ile et ordonnant à la population de lui obéir en tout.
Devant ce qui constituait maintenant une révolte ouverte, l’empereur fit arrêter Constantin Makrodoukas et Andronic Doukas, ami d’enfance d’Isaac qui avait aussi plaidé en sa faveur. Les deux furent condamnés à mort et lapidés par la foule en mai 1185, victimes du principe de coresponsabilité familiale établi par Andronic pour refréner les révoltes en s'en prenant aux parents d'un rebelle. De plus, en 1185, alors que la grogne populaire augmentait à l’endroit du régime d’Andronic, un devin de la cour, Sklèros Seth, affirma que le nom du successeur d'Andronic commencerait par un « I », conduisant l’empereur à croire qu’il s’agit d’Isaac Doukas Comnène .
Pour devenir officiellement basileus, Isaac se devait d’être couronné par un prélat aussi haut placé que possible dans le clergé orthodoxe d’Orient. Il existait déjà un évêché à Chypre. Isaac l’éleva au rang de patriarcat autocéphale et fut couronné en 1185 probablement par le patriarche d’Antioche avec l’assentiment de Bohémond III d’Antioche.
Andronic Ier fut renversé par un soulèvement populaire le 12 septembre 1185. Son successeur, Isaac II Ange (r. 1185-1195; 1203-1204) devenu empereur contre son gré, proposa à son rival d’abandonner ses prétentions impériales, ce qu’Isaac refusa. L’année suivante, Constantinople lança son attaque contre Chypre  y envoyant une flotte de 70 navires sous le commandement de Jean Kontostephanos et d’Alexis Comnène. La flotte parvint jusqu’à Chypre, mais sitôt le débarquement effectué, les navires furent capturés par  Margaritus de Brindisi, amiral du roi de Sicile Guillaume II et les commandants envoyés en Sicile,.
Si on en croit Nicétas Choniates, le règne d’Isaac à Chypre fut violent et sanguinaire : « Le caractère d’Isaac était tel qu’il surpassa Andronic Comnène par son obstination et son implacabilité, dépassant en brutalité tous les hommes ayant vécu avant lui. Une fois qu’il fut assuré de son pouvoir, il ne cessa d’accumuler les pires crimes à l’endroit des habitants de l’ile. Il se souilla en commettant de façon constante les meurtres les plus injustifiables, et recourant, comme un ange de mort, à toutes sortes de châtiments conduisant à la mort. Ce débauché profana les mariages et souilla les vierges. Il dépouilla de tous leurs biens des foyers jusque-là prospères et réduisit les habitants de l’ile qui faisaient auparavant l’admiration de tous par leurs richesses à la mendicité et à la famine, du moins ceux-là qu’il n’avait pas fait périr par l’épée ».

## Prisonnier de Richard Cœur de Lion (avril 1191)

Les armes de la ville anglaise de Porsmouth reproduisant celles d’Isaac Doukas Comnène, données par le roi Richard en reconnaissance de la participation de ses soldats à la conquête de Chypre.

Alors qu’il était encore au pouvoir, l’empereur Andronic Comnène avait conclu une alliance avec Saladin (r. 1174 - 1193), premier dirigeant de la dynastie ayyoubide qui devait régner sur l’Égypte et la Syrie, alliance qui délimitait leur zone d’influence respective : Constantinople recouvrerait les provinces dissidentes de Chypre, de Cilicie et d’Antioche, moyennant quoi Saladin aurait le champ libre pour reconquérir Jérusalem (ce qu’il fera en 1187) des mains des États latins d’Orient. Isaac Doukas Comnène devenait ainsi l’allié naturel de Bohémond III d’Antioche (r. 1163 - 1201) et c’est conjointement qu’ils avaient fait appel à l’amiral gréco-sicilien Margaritus de Brindisi, lequel après la défaite de la flotte de Constantinople remit une partie de ses troupes et de ses navires à Isaac Doukas Comnène avant de se porter en 1188 au secours du port d’Antioche menacé par Saladin, lequel après s’être emparé de places en périphérie d’Antioche accorda une trêve stratégique à Bohémond.
À la même période, après son couronnement, le roi d’Angleterre Richard Cœur de Lion décida de participer à la Troisième Croisade. Il s’embarqua à Marseille et après plusieurs étapes s’arrêta sur l’ile de Rhodes, laquelle bien qu’en théorie byzantine était sous le contrôle d’Isaac, pour permettre à sa flotte de 200 navires et 17 000 soldats d’éviter une tempête. Là, les Rhodiens accusèrent Isaac déjà détesté par la population d’être l’allié de Saladin. Il s’agissait manifestement d’une calomnie puisque c’était l’empereur byzantin Isaac Ange qui s’était rapproché du sultan. Mais les Rhodiens avaient intérêt à jeter le roi d’Angleterre contre l’usurpateur qui était sorti victorieux de la confrontation navale de 1888. Richard Cœur de Lion accorda foi à leurs affirmations et décida d’attaquer Chypre. C’est ce fait plutôt que la tentative d’enlèvement de la sœur et de la fiancée de Richard par Isaac Doukas Comnène qui explique le début des hostilités entre les deux hommes,.
À la cour d’Isaac à Chypre, la surprise fut totale : comment le roi d’Angleterre venu porter secours aux chrétiens de Terre sainte pouvait s’attaquer à leur prétendant au trône de Byzance? Pris par surprise, Isaac Doukas Comnène se replia; Bohémond III d’Antioche vint plaider sa cause auprès de Richard. D’après les chroniques anglaises un accord vint sur le point d’être conclu : des troupes d’Isaac passeraient sur le continent avec celles de Richard pour défendre les places chrétiennes; de plus la fille d’Isaac serait remise comme otage à Richard. L’accord achoppa sur ce dernier point : un aspirant au trône impérial byzantin ne pouvait livrer d’otage à un simple roi d’Angleterre. Les hostilités reprirent; Isaac fut vaincu et capturé par Richard qui l’amena prisonnier à Saint-Jean-d'Acre en juin 1191. Il fut placé sous la garde des Hospitaliers dans le comté de Tripoli, à la forteresse de Margat à proximité du Krak des Chevaliers.
Selon le chroniqueur anglais Roger de Hoveden, Isaac Doukas Comnène serait mort en captivité avant que Richard ne quitte la Syrie. Il n’en est rien et Isaac Doukas Comnène put quitter sa prison de Tripoli.

## Réfugié au sultanat de Roum (1193/1194 - 1195/1196)

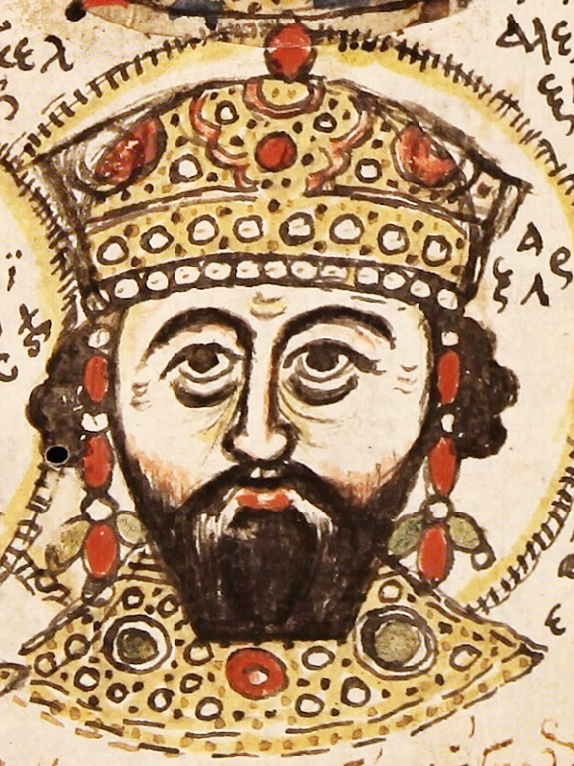
Alexis III Ange d’après la miniature Mutinensis gr. 122.

À son retour de croisade, Richard Cœur de Lion fut capturé par Léopold V duc d’Autriche et de Styrie, son ennemi depuis qu’il l’avait humilié à Acre. Il fut transféré en mars 1193 devant la diète d’empire d’Henri VI, le Saint-Empereur romain, où il fut accusé du meurtre de Conrad de Montferrat, cousin de l’empereur.
Aliénor d'Aquitaine parvint à faire libérer Richard, le 4 février 1194, contre le versement de cent mille marcs d’argent et la remise de plusieurs otages, au nombre desquels Isaac Doukas Comnène et sa fille qui furent alors remis entre les mains de Léopold V, le fils de la tante d’Isaac, Theodora Comnène.
Libéré, Isaac Doukas Comnène alla trouver refuge auprès du sultan de Roum, Kay Khusraw Ier. Selon Nicétas Choniates, Alexis III Ange lui aurait envoyé plusieurs lettres pour le rappeler à Constantinople. Non seulement Isaac n’en tint aucun compte mais il tenta lui-même d’obtenir l’appui de divers grands seigneurs d’Orient, promettant d’importantes récompenses à ceux qui se rallieraient à sa cause lorsqu’il serait devenu empereur. Toutefois ses efforts ne devaient avoir aucun résultat et il décéda en 1195 ou 1196. Après sa disparition, les princes d’Antioche se réconcilièrent avec Constantinople et ne soutinrent plus d’usurpateur.
Sa fille, issue par sa mère de la famille des Roupénides qui avaient fondé le royaume arménien de Cilicie, reviendra en Orient en 1203 dans le cadre de la Quatrième Croisade et réclamera vainement la restitution par les Latins de la « seigneurie » de son père.